# Особливий шлях Німеччини
Особливий шлях Німеччини (нім. Deutscher Sonderweg) — термін, що використовується для позначення явищ в історії Німеччини, пов'язаних з нерівномірністю розвитку державних структур та формування демократичних інститутів. В історіографії не існує сталої точки зору, чи було це власне особливим шляхом, (оскільки таке визначення передбачає існування «нормального» історичного розвитку демократії), або ж мова йде про власний, а не особливий шлях Німеччини.

## Визначення
Німецький історик Ганс-Ульріх Велер, прихильник теорії особливого шляху, характеризує розвиток прусської Німеччини до кінця Веймарської республіки як своєрідне відношення протиріч між традицієї та сучасністю. З терміном «Особливий шлях Німеччини» також пов'язано уявлення про те, що правлячі верстви німецького суспільства, передусім в ХІХ — на початку XX-го століття вели хибну, негнучку та анахронічну політику. Така політика була нібито передусім антипарламентською та антидемократичною, а також характеризувалася принциповим запереченням народних ліберальних та соціальних вимог, що на думку дослідників призвело до помилкової самооцінки та надмірної національної самосвідомості німців. Така поведінка (категорична відмова від ліберальних та парламентських реформ) приписується правлячій верхівці Пруссії, яка поширювала сферу свого впливу на всю Німеччину та за будь-яких обставин прагнула зберегти монархію. Саме політика Пруссії після 1814–1815 років справляла вплив на розвиток всієї Німеччини.
Причини «Особливого шляху Німеччини» слід шукати з одного боку в роздробленості Священної Римської імперії, яка відрізнялася від централізованих королівств середньовічної Англії та Франції, а з іншого боку освіченому абсолютизмі Пруссії та Австрії, які проводили реформи, що стали можливими у Франції лише після французької революції. Усе це призводило до виникнення в Німеччині громадянського суспільства з особливою вірою в авторитет правителів.

## Поняття про особливу якість німців: Культура проти Цивілізації
Відмінністю розвитку Німеччини від своїх західних сусідів було прийнято за особливий знак цінності німців.
Від часу появи книги Жермени де Сталь «De l'Allemagne», («Про Німеччину») (1813) багато німців компенсували своє почуття відсталості в порівнянні з західними національними державами тим, що вважали Німеччину «країною письменників та мислителів» з посиланнями Гете та Канта та приписували собі культурну вищість. При цьому Культура, як духовне, глибоко душевне поняття, протипоставлялося поверхневим цінностям цивілізації. Особливо палко цю концепцію захищав Томас Манн у своїй книзі «Нариси аполітичного».
Багато позитивних асоціацій, які в англійській або французькій мові пов'язані зі словом «цивілізація», як вищім ступенем розвитку суспільства, в німецькій мові пов'язані зі словом «культура». Доволі часто слово «civilization» німецькою мовою слід переводити як «Kultur» (наприклад, поняття «зіткнення цивілізацій» — «clash of civilizations»).
В той час як французька концепція «цивілізації» виходить з універсального застосування ключових принципів (що наприклад, в політиці виражається в централізмі), німецька концепція «культури» підкреслює різноманітні культурні вираження життя в пов'язаних один з одним рівноправних утвореннях (що серед іншого призводить до принципу федералізму). Така точка зору відображає ситуацію роздробленості Німеччини на надзвичайно неоднорідні регіони.
Подібний конфлікт спостерігається в наш час в критиці «західних прав людини».
Логіка «Особливого шляху Німеччини» виражається в «ідеях 1914 року», о «спробі необмеженого виправдання німецької воєнної політики». В той час німецька аристократична еліта відчувала себе «затиснутою» між сучасним капіталістичним класовим суспільством Англії та Франції та царською атократією Російської імперії. Тому німецька еліта прагнула до «об'єднуючої разом усі класи, безконфліктної, гармонійної народної спільноти, народженої як фенікс в полум'ї війни, яку, буде вести компетентна освідчено-громадянська бюрократія та буде захищена сильною, пруссько-німецькою, мілітарною монархією» (цитовано за Велером, 2003). Німецьке дворянство намагалося таким чином, за рахунок просування своїх соціальних інститутів (університетів, управління та військових структур), зберегти залишки впливу після неминучої втрати реальної влади, забезпечивши, таким шляхом, збереження звичного образу життя. Ідея «антикапіталістичної, антиліберальної, безконфліктної народної спільноти націонал-соціалізму, здатної подолати протиріччя капіталістичного суспільства» виникає в подальшому в більш радикальній формі в ідеології націонал-соціалізму.

## Приклади
Як приклади так званого «Особливого шляху Німеччини» наводять такі аргументи:
- Індустріалізація. Внаслідок тривалої консервативної економічної політики, орієнтованої на цехи, та гальмуючої індустріалізації, індустріальна революція в Німеччині відбулася на 30-40 років пізніше, ніж в Англії.
- Байдужість німецької еліти до демократії та громадських рухів. Велика французька революція стала поштовхом до процесів демократизації в Європі. В Німеччині ж спроба встановити систему парламентаризму під час березневої революції 1848 року провалилася. Замість цього в 1871 році було утворено монархічну німецьку державу, яка порушила рівновагу сил в Європі.
- Веймарська республіка. Через відмову США наприкінці Першої світової війни вести переговори з Німецькою імперією під управлінням кайзера, Німеччині було нав'язано демократичний устрій. У часи Веймарської республіки саме німецька еліта, промисловці (наприклад, Фріц Тіссен) та впливові медіамагнати (наприклад, Альфред Гугенберг) проклали шлях націонал-соціалізму. Звинувачувати в цьому народ Німеччини не можна, так як через інфляції, економічну кризу та наслідки Першої світової війни населення повністю зубожіло, зневірилося, перебувало в депресії. З історичної точки зору становленню тоталітарних режимів часто передували серйозні кризи. Проте, саме ця обставина покладає відповідальність на впливові та освічені еліти.
- Катастрофа Третього рейху розглядається як кульмінація спроб «Особливого шляху Німеччини». Наслідком цього стало те, що Німеччина втратила статус великої держави та за рахунок втручання ззовні була перебудована і штучно, не за рахунок власного розвитку, була перетворена на державу за західним зразком.

## Критика концепції «Особливого шляху Німеччини»
В сучасній історичній науці теза про «Особливий німецький шлях» усе більш релятивірується або зовсім заперечується. Темами для критики є наступні положення:
- Особливості в історії Німеччини, які приписуються «Особливому шляху Німеччини», є безумовно німецькими особливостями. Однак, і в інших країнах не існувало «норми» або ж «нормального розвитку». В Англії не було поступального розвитку до ліберальної демократії, а в інших країнах, таких як Іспанія, Італія, Австрія та Угорщина не було ліберального та демократичного розвитку, натомість відбувалися війни, революції, складалася політична нестабільність. Консервативно-авторитарні сили та старі аристократичні еліти часто залишали за собою усю повноту влади. Ідеальною, тобто безконфліктною та поступальною модернізацією і демократизацією в Європі можуть похвалитися лише країни Бенілюкса, скандинавські країни, а також частково Франція. Оскільки ці країни складають основу Західної Європи та початковий кістяк сучасного Європейського Союзу, то кажуть, що Німеччина, після утворення ФРН в 1949 році, пройшла «довгий шлях на захід».
- Буржуазія в Німеччині у XIX столітті не була настільки слабкою, як стверджується у теорії «Особливого німецького шляху». Цей прошарок скоріш за все перетворювався на загальногромадянський та змінювався, але не втратив вплив.
- Поняття «Особливий шлях Німеччини» є інтерпретацією сучасних поглядів на історичні події та поширює на історію формальні оцінки («добре» = «ліберальне», «погане» = «автократичне»), що в науковому дослідженні є неприпустимим.
- Крім того і без формальної революції (й припинення таким чином влади дворянства) буржуазія стала в Німеччині після 1871 року впливовим прошарком суспільства.